# Општина Мошна (Јаши)
Мошна (рум. Moşna) општина је у Румунији у округу Јаши.
Oпштина се налази на надморској висини од 167 m.